# Can Kızıltuğ
Can Kızıltuğ (* 10. Dezember 1994 in Izmir) ist ein türkischer Schauspieler und Musiker.

## Leben und Karriere
Kızıltuğ besuchte das Işılay Saygın Gymnasium und das Anadolu Lisesi in Izmir. 2013 zog er nach Istanbul, um Schauspiel an der Beykent Üniversitesi zu studieren.
2017 veröffentlichte er seine Single Ateş Ediyor bei Sony Music. Im selben Jahr gab er sein Debüt in der Serie Çukur. Von 2019 bis 2021 war er in der Serie Kuzey Yıldızı zu sehen. 2022 wurde er für den Film Komutam gecastet. Unter anderem spielte Kızıltuğ in Dönence mit. Zwischen 2023 und 2024 bekam er eine Rolle in Kızıl Goncalar.

## Filmografie
- 2017: Çukur (Fernsehserie, 2 Episoden)
- 2019–2021: Kuzey Yıldızı (Fernsehserie, 64 Episoden)
- 2022: Komutan
- 2023: Dönence (Fernsehserie, 24 Episoden)
- 2023–2024: Kızıl Goncalar (Fernsehserie)

## Diskografie
Singles
- 2017: Ateş Ediyor